# Берекова діброва в Шутроминцях
Бере́кова дібро́ва в Шутро́минцях — ботанічна пам'ятка природи місцевого значення в Україні. Розташована в межах Товстенської селищної громади Чортківського району Тернопільської області, на південь від села Шутроминці, в кв. 21 вид. 4, 5, 7, 8 Дорогичівського лісництва Бучацького держлісгоспу, в межах лісового урочища «Нирків».
Площа — 13,8 га. Оголошена об'єктом природно-заповідного фонду рішенням виконкому Тернопільської обласної ради від 14 березня 1977 року, № 131. Перебуває у віданні державного лісогосподарського об'єднання «Тернопільліс».
Під охороною — береки природного походження в дубових насадженнях, що мають науково-пізнавальну, історичну та естетичну цінність.
Входить до складу Національного природного парку «Дністровський каньйон».